# Catalan-álprímek
A matematika, illetve a számelmélet területen az n páratlan összetett természetes szám akkor Catalan-álprím vagy Catalan-pszeudoprím, ha n teljesíti a következő kongruenciát:
{\displaystyle (-1)^{\frac {n-1}{2}}\cdot C_{\frac {n-1}{2}}\equiv 2{\pmod {n}},}
ahol Cm az m-edik Catalan-számot jelöli. A kongruencia igaz minden páratlan n prímszámra is, ami érthetővé teszi, hogy az n összetett számokat miért nevezik álprímeknek.

## Tulajdonságaik
Eddig mindössze három Catalan-álprím ismeretes: 5907, 1194649 és 12327121 (A163209 sorozat az OEIS-ben), melyek közül a két utóbbi szám Wieferich-prím négyzete. Általában is igaz, hogy ha p Wieferich-prím, akkor p2 Catalan-féle pszeudoprím.